# امانوئل شیکاندر
امانوئل شیکاندر (به آلمانی: Emanuel Schikaneder) با نام اصلیِ یوهان یوزف شیکِنِدِر (آلمانی: Johann Joseph Schickeneder) (زادهٔ ۱ سپتامبر ۱۷۵۱ – درگذشتهٔ ۲۱ سپتامبر ۱۸۱۲) نمایش‌نامه‌نویس، بازیگر تئاتر، خواننده، آهنگساز، و ترتیب‌دهندهٔ کنسرت اهل آلمان بود.
او مدتی با موتسارت و بتهوون همکار بود. لیبرتوی اپرای فلوت سحرآمیز موتسارت را شیکاندر نوشته‌است.